# Генрі Ленсбері
Генрі Ленсбері (англ. Henri Lansbury, нар. 12 жовтня 1990, Лондон) — англійський футболіст, півзахисник клубу «Астон Вілла».

## Клубна кар'єра
Вихованець юнацьких команд футбольних клубів «Норвіч Сіті» та «Арсенал».
Закріпитись в основному складі «канонірів» не зумів, через що у сезоні 2008/09 на правах оренди виступав за «Сканторп Юнайтед» з Першої ліги, а в подальшому грав у Чемпіоншіпі за «Вотфорд», «Норвіч Сіті» та «Вест Гем Юнайтед». Всього ж за «Арсенал» до 2012 року зіграв лише в трьох матчах Прем'єр-ліги, а також в п'яти іграх кубка ліги (1 гол).
28 серпня 2012 року за 1 млн. фунтів перейшов до клубу «Ноттінгем Форест», що також виступав у Чемпіоншіпі. Відтоді встиг відіграти за команду з Ноттінгема 145 матчів в національному чемпіонаті.
20 січня 2017 року перейшов до клубу «Астон Вілла» за 3 млн. фунтів.

## Виступи за збірні
2006 року дебютував у складі юнацької збірної Англії, разом з якою був фіналістом юнацького (U-17) Євро-2007 та юнацького (U-19) Євро-2009. Всього взяв участь у 30 іграх на юнацькому рівні, відзначившись 8 забитими голами.
Протягом 2009–2013 років залучався до складу молодіжної збірної Англії, разом з якою був учасником молодіжних Євро-2011 та Євро-2013, але на обох з них англійці не змогли вийти з групи. Всього на молодіжному рівні зіграв у 16 офіційних матчах, забив 5 голів.

## Досягнення

### Командні
«Сканторп Юнайтед»
- Фіналіст Трофея Футбольної ліги: 2008/09

Збірна
- Срібний призер юнацького чемпіонату Європи (до 19 років): 2009
- Срібний призер юнацького чемпіонату Європи (до 17 років): 2007